# 台東区の歌
「台東区の歌」（たいとうくのうた）は、東京都台東区が制定した区歌である。作詞・土岐善麿、作曲・渡邊浦人。

## 解説
台東区では高度成長期に入った1960年代に「区民に愛唱される郷土台東区の区歌の制定」が嘱望されていたが、東京オリンピック開幕直前の1964年（昭和39年）に上条貢区長が国語学者で区内浅草出身の土岐善麿へ作詞を要請した。土岐は当初、いずれも区にゆかりのある詩人のサトウハチローや西條八十に依頼すべきではないかとしてこの要請を固辞するつもりであったが、区長は「すでに区議会にもはかって決定した事項であるから」と取り下げなかったため「若返ったつもりで、なんとかそれらしい歌詞をまとめてみた」としている。
土岐の作詞は区の関係者らからの好評を博し、渡邊浦人の作曲を得て9月29日に三鷹淳を招いて発表演奏会が開かれたのち、10月1日付で制定告示が行われた。制定時のレコード製造は確認されていないが、台東区役所のYouTube公式チャンネルでは発表演奏会の時に録音された歌唱音源をアーカイブとして公開している。
台東区役所では区歌の演奏機会について「区立小中学校や区主催の祝典などで愛唱されている」とする。台東区に関連する区歌以外の楽曲としては、2012年（平成24年）に区民音頭として選定された「たいとう音頭」（作詞：保岡直樹、作曲：新井利昌）がある。